# Championnat des Pays-Bas féminin de football 2022-2023
Navigation
saison 2021-22 saison 2023-24
Le championnat des Pays-Bas de football féminin 2022-2023 est la seizième saison du championnat des Pays-Bas de football féminin. Le FC Twente défend son titre. Le VVK/Telstar et le Fortuna Sittard rejoignent la compétition et portent le nombre d'équipes à 11. Les deux premières du championnats sont qualifiées en Ligue des champions féminine de l'UEFA 2023-2024.
L'Ajax Amsterdam est sacré champion des Pays-Bas, assurant son titre lors de la dernière journée.

## Participants
| Club                | Ville      | Province                | Nb de titres                                       |
| ------------------- | ---------- | ----------------------- | -------------------------------------------------- |
| FC Twente           | Enschede   | Overijssel              | 8 (2011, 2013, 2014, 2015, 2016, 2019, 2021, 2022) |
| PSV Eindhoven       | Eindhoven  | Brabant-Septentrional   | 0                                                  |
| Ajax Amsterdam      | Amsterdam  | Hollande-Septentrionale | 2 (2017, 2018)                                     |
| ADO La Haye         | La Haye    | Hollande-Méridionale    | 1 (2012)                                           |
| SC Heerenveen       | Heerenveen | Frise                   | 0                                                  |
| PEC Zwolle          | Zwolle     | Overijssel              | 0                                                  |
| Excelsior           | Rotterdam  | Hollande-Méridionale    | 0                                                  |
| VV Alkmaar          | Alkmaar    | Hollande-Septentrionale | 0                                                  |
| Feyenoord Rotterdam | Rotterdam  | Hollande-Méridionale    | 0                                                  |
| VVK/Telstar         | Velsen     | Hollande-Septentrionale | 0                                                  |
| Fortuna Sittard     | Sittard    | Limbourg                | 0                                                  |

## Format
| \| ADO Ajax Heerenveen Zwolle PSV Twente VV Alkmaar Excelsior Feyenoord Telstar Sittard \| Localisation des clubs engagés dans le championnat. |
| ADO Ajax Heerenveen Zwolle PSV Twente VV Alkmaar Excelsior Feyenoord Telstar Sittard                                                           |

La compétition se déroule sous un nouveau format. Les équipes se rencontrent deux fois dans une poule unique. La championne et la vice-championne sont qualifiées pour la Ligue des champions féminine de l'UEFA. Il n'y a pas de relégation dans une division inférieure au terme de la saison.

## Compétition
| Rang | Équipe              | Pts | J  | G  | N | P  | Bp | Bc | Diff |
| ---- | ------------------- | --- | -- | -- | - | -- | -- | -- | ---- |
| 1    | Ajax Amsterdam      | 55  | 20 | 18 | 1 | 1  | 67 | 15 | +52  |
| 2    | FC Twente T S C     | 54  | 20 | 18 | 0 | 2  | 81 | 6  | +75  |
| 3    | Fortuna Sittard N   | 36  | 20 | 11 | 3 | 6  | 49 | 27 | +22  |
| 4    | PSV Eindhoven       | 35  | 20 | 11 | 2 | 7  | 36 | 23 | +13  |
| 5    | ADO La Haye         | 32  | 20 | 10 | 2 | 8  | 42 | 21 | +21  |
| 6    | PEC Zwolle          | 26  | 20 | 7  | 5 | 8  | 26 | 37 | -11  |
| 7    | Feyenoord Rotterdam | 24  | 20 | 6  | 6 | 8  | 18 | 24 | -6   |
| 8    | SC Heerenveen       | 22  | 20 | 7  | 1 | 12 | 24 | 56 | -32  |
| 9    | VV Alkmaar          | 12  | 20 | 3  | 3 | 14 | 11 | 55 | -44  |
| 10   | VVK/Telstar N       | 12  | 20 | 3  | 3 | 14 | 18 | 65 | -47  |
| 11   | Excelsior           | 8   | 20 | 2  | 2 | 16 | 14 | 57 | -43  |

Légende
- Qualification pour le premier tour de qualification de la Ligue des champions féminine de l'UEFA 2023-2024

Abréviations
- T : Tenant du titre
- N : Nouveau club
- C : Vainqueur de la Coupe des Pays-Bas 2022-2023
- S : Vainqueur de la Supercoupe des Pays-Bas 2022